# St. Martin (Kunitz)

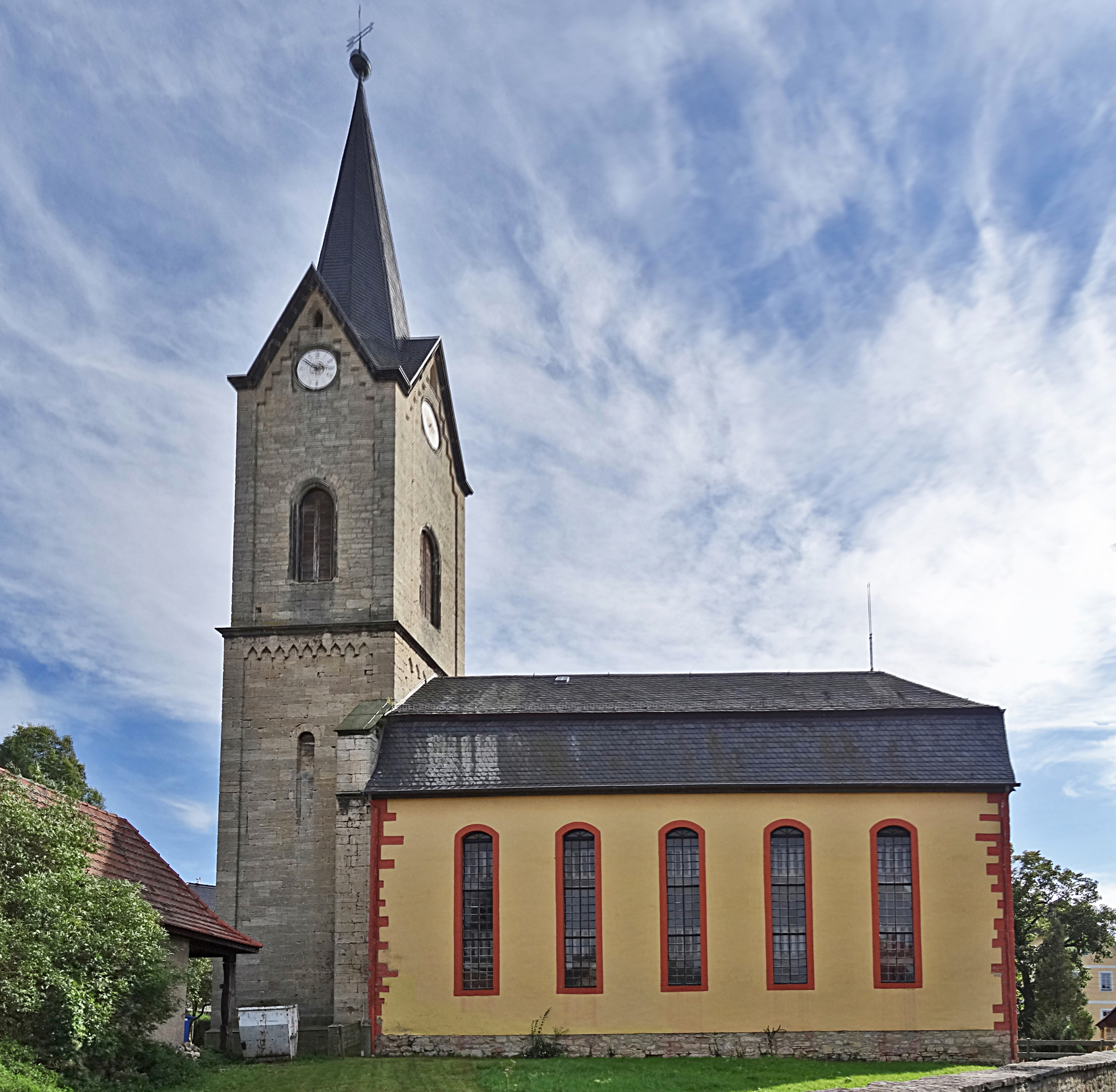
Kirche St. Martin

Die evangelische Dorfkirche St. Martin steht im nordöstlichen Ortsteil Kunitz der Stadt Jena in Thüringen. Die Kirche gehört zum Kirchenkreis Jena.

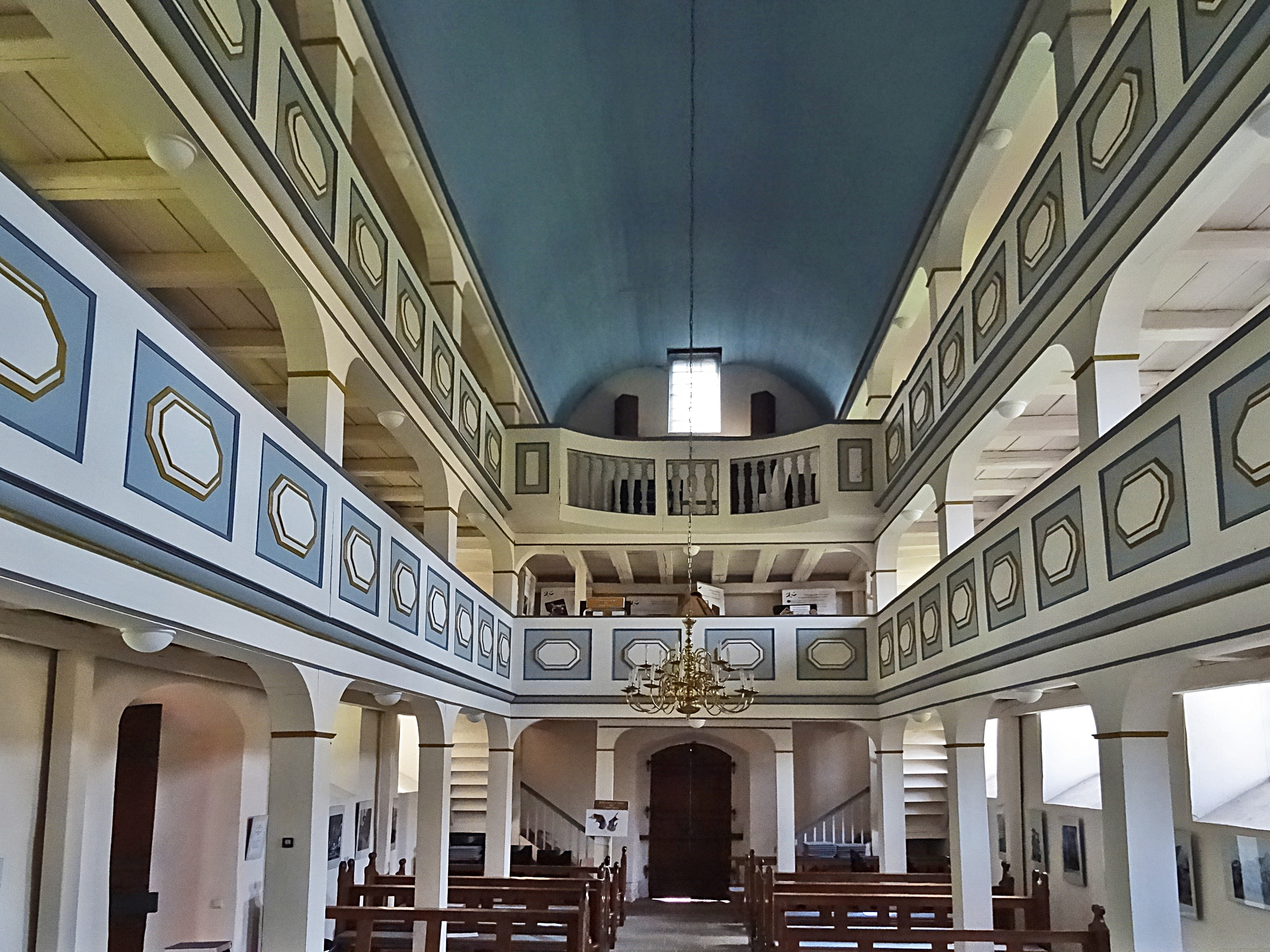
Innenansicht

## Geschichte
Die erste urkundliche Erwähnung eines Parrochianus de Condiz (Pfarrer zu Kunitz) erfolgte 1239. 1450 wurde der Pfarrei Kunitz die Kapelle der Gleisburg übereignet. 1491 bestätigte der Bischof Dietrich I. von Naumburg schriftlich den Nachweis einer Kirche in Kunitz. Das heutige Kirchenschiff entstand bis ca. 1773 (Inschrift über dem Portal an der Südfassade) anstelle eines im Jahre 1764 durch Brand zerstörten mittelalterlichen Vorgängerbaues als barocke protestantische Hallenkirche mit zwei Emporen. Es wurde der Turm nach einem Entwurf von Carl Spittel im Jahr 1860 mit seiner spitzen Haube ergänzt, zugleich erneuerte man den nun im Übergang zum Turm befindlichen Kanzelaltar. Der dabei abgebaute barocke Kanzelkorb ist als Fragment erhalten. Der 1857 von Carl Heinrich Ferdinand Streichhan geschaffene Entwurf hingegen wurde verworfen.
In der Kirchgemeinde Golmsdorf, zu der fünf Kirchen gehören, waren vier Kirchen, darunter die Kunitzer, zur Zeit der Wiedervereinigung auf Grund von Baumängeln nicht begehbar. Die Kunitzer Martinskirche wurde ab der Mitte der 1980er-Jahre weitgehend durch bürgerschaftliches Engagement (Spenden und Arbeitsleistungen) wiederhergestellt. Zunächst mussten die Dachkonstruktion stabilisiert sowie Dach und Turmhaube neu gedeckt werden. Um 1990 folgten der Putz und die Farbfassung der Außenfassaden. Bis 1998 wurde der Innenraum in den Farben der Barockzeit (Emporen) bzw. des 19. Jahrhunderts (Kanzelaltar) restauriert. Im Juli 2010 wurde ein neues Geläut in der Kirche installiert: drei Bronzeglocken, die 50.000 Euro gekostet hatten und die durch Spenden finanziert wurden. Die Glockenweihe des Geläuts fand am 3. Oktober 2010 zeitgleich mit dem Kunitzer Hausbrückenfest statt. Die Weihe war in den Oktober verschoben worden, weil in der Martinskirche in den Sommermonaten eine Wochenstube für das Große Mausohr, eine geschützte Fledermausart, ist.

## Innenausstattung

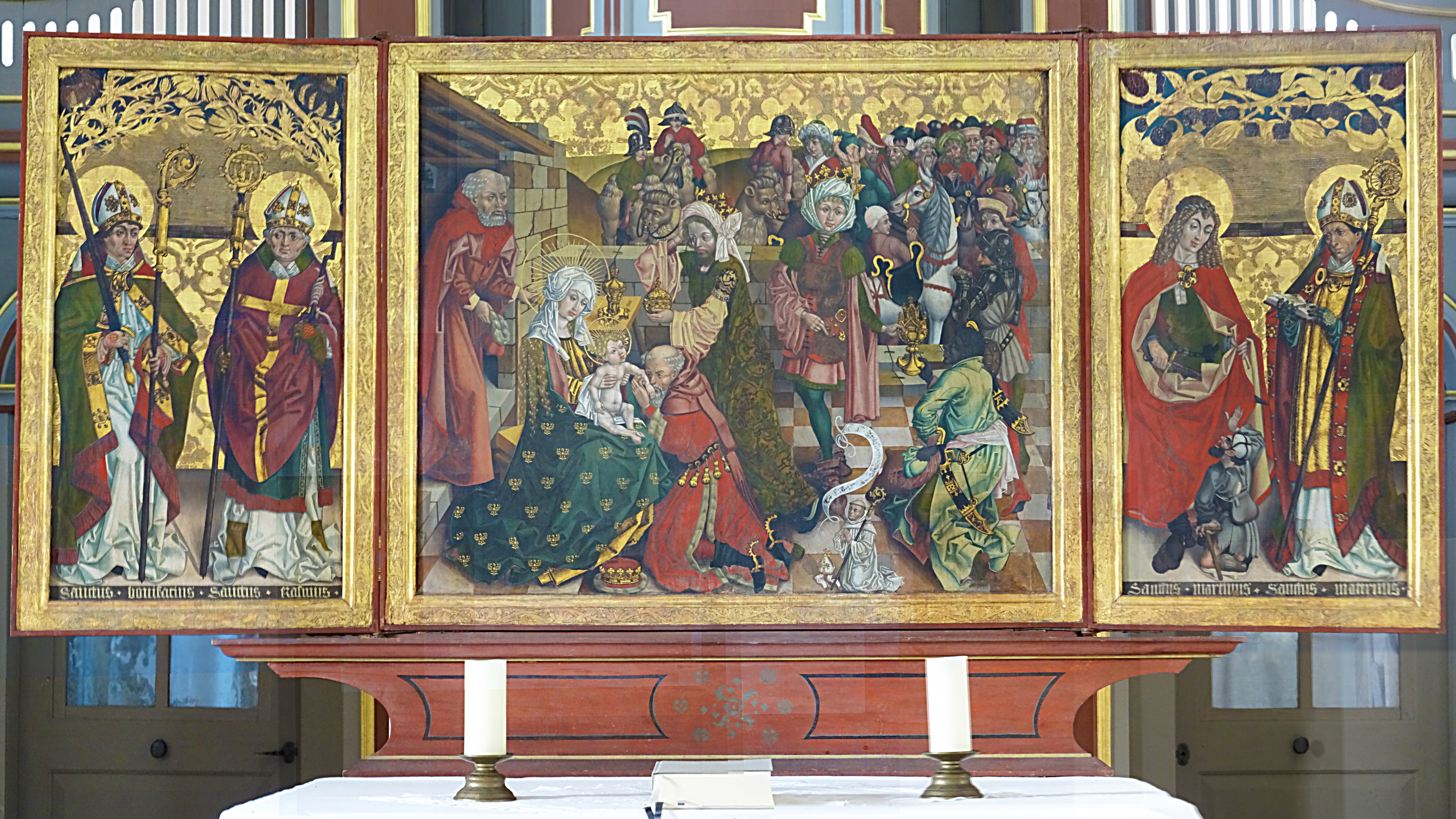
Triptychon Festtagsseite

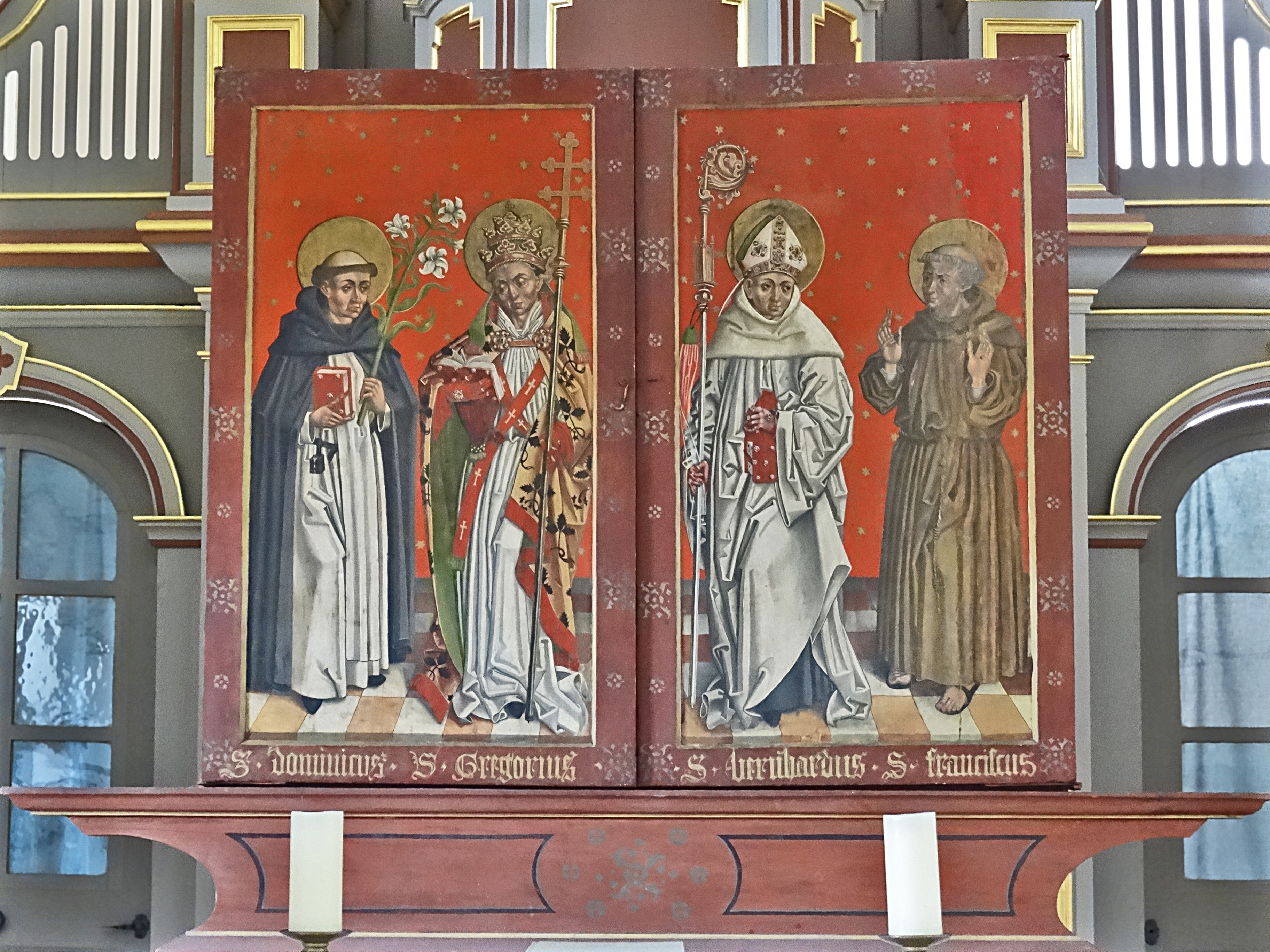
Triptychon Werktagsseite

Die Decke ist als hölzerne Tonne mit farbig gefasster Papiertapete ausgebildet. Zum sparsamen Schmuck des Kirchenraumes zählt die über dem Altarbogen angebrachte Stuckkartusche mit der Inschrift „Soli Deo Gloria“. 
Der steinerne Blockaltar stammt aus dem 15. Jahrhundert. Das Altarbild wurde um 1500 von einem unbekannten Maler als Triptychon geschaffen. Die Mitteltafel zeigt vor geprägtem Goldgrund die Weihnachtsgeschichte mit dem Christuskind, Maria und Joseph sowie die Heiligen drei Könige. Einer der Könige hat sein Geschenkgefäß auf einem Tisch abgestellt, seine Krone abgenommen und küsst die Hand Christi. Ein zweiter König ist im Begriff seine Geschenkdose abzulegen während ein Diener dem dritten König ein Gefäß recht. Am unteren Bildrand ist eine kleine Stifterfigur gezeigt, ebenfalls die Heilige Familie anbetend. Der gezeigte Stifter ist ein Zisterzienser mit Bischofswürde. Die Anbetungsszene enthält Motive aus einem Bild im Stift Klosterneuburg aus der Nürnberger Schule von Hans Pleydenwurff, Wilhelm Pleydenwurff und Michael Wolgemut. Es wird vermutet, dass der unbekannte Maler der Retabels der Kunitzer Kirche die Arbeiten der Nürnberger Schule kannte und dass der Flügelaltar vom Kloster Pforta (Schulpforte) nach Kunitz kam. 
Die linke Tafel des Triptychons zeigt den christlich-fränkischen Missionar Bonifatius mit einem Schwert als Hinweis auf seinen gewaltsamen Tod im Jahr 754/755 sowie Erasmus von Antiochia, dargestellt im Bischofsornat mit der von seinem Darm umwickelten Winde, seinem Marterinstrument. Die rechte Tafel des Triptychons zeigt Martin von Tours, der für die Kirche namengebend ist (Patrozinium), hier als jungen Legionär, sowie Maternus, der erste nachweisbare Bischof von Köln. 
Im geschlossenen Zustand zeigt das dreiflügelige spätgotische Ölgemälde die vier Heiligen Dominikus, Gregor den Großen, Bernhard von Clairvaux und Franz von Assisi.

## Friedhof
Die Martinskirche ist umgeben von einem Friedhof mit massiver Umfassungsmauer aus Bruch- und Hausteinen. Zwei erhaltene und zu Beginn der 2010er Jahre restaurierte bzw. teilerneuerte Grabsteine erinnern an Ortspfarrer und ihre Familien im späten 18. und frühen 19. Jahrhundert.